# اتاقک حباب

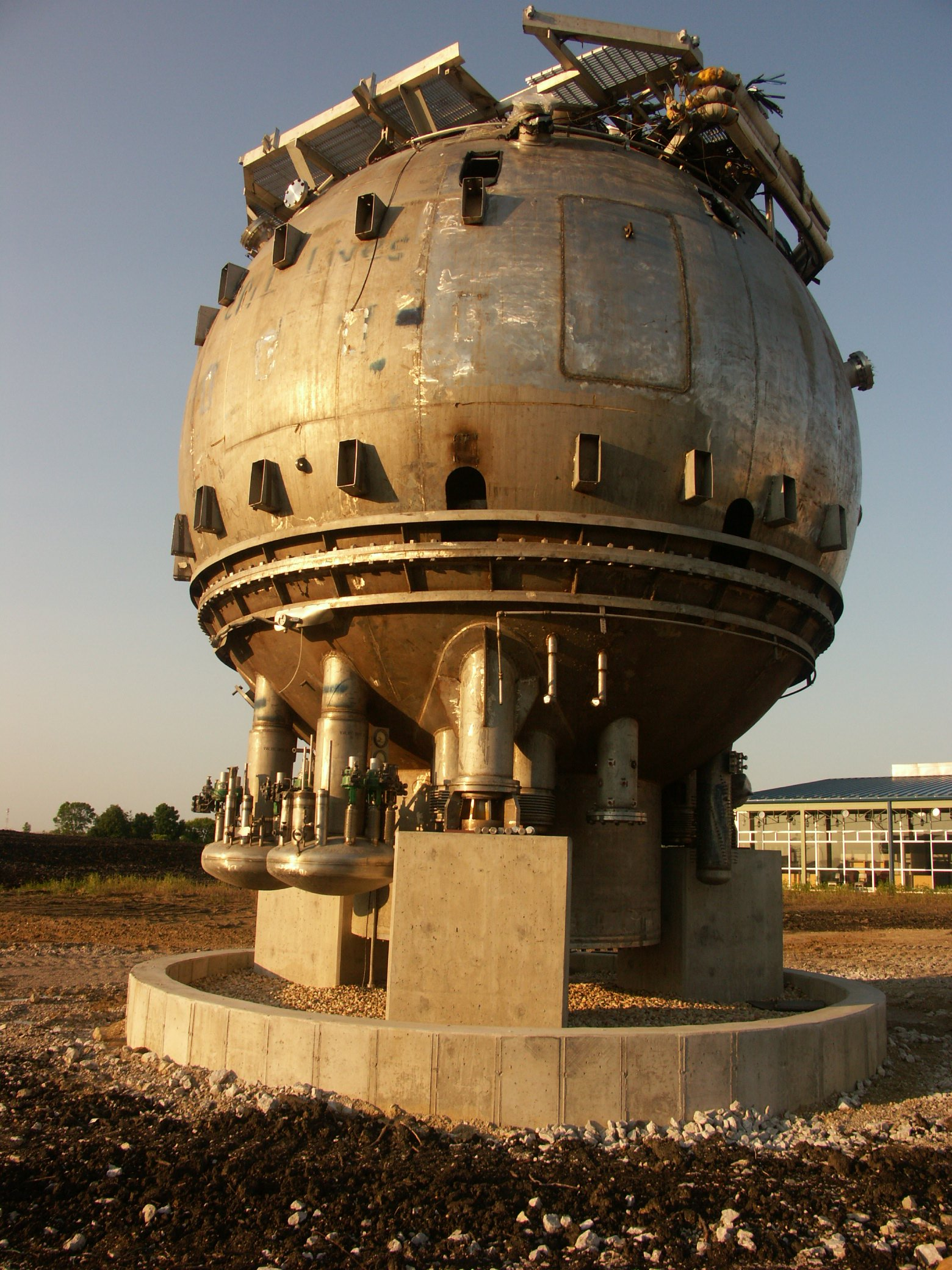
اتاقک حباب فرمی‌لب

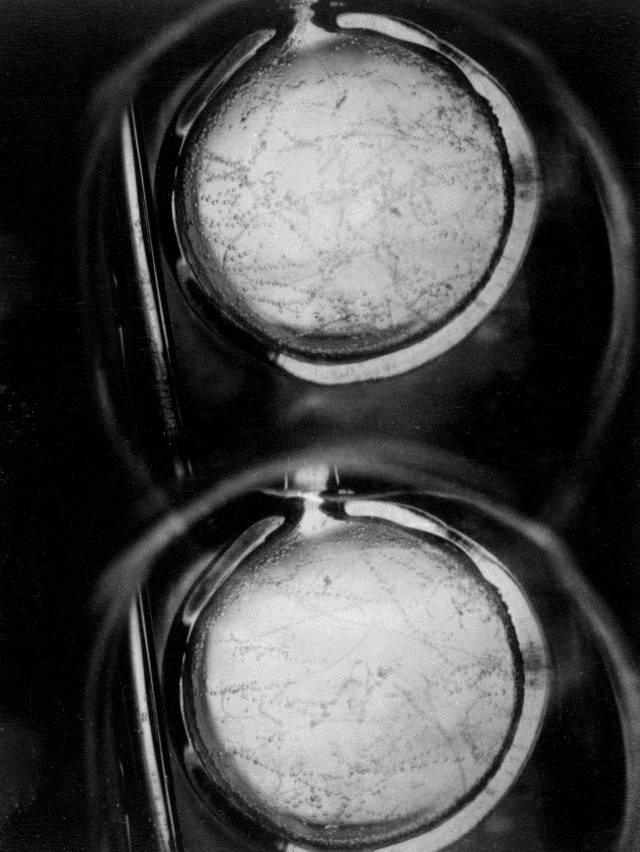
اولین ردهای مشاهده شده در اتاقک حباب

اتاق حباب (به انگلیسی: bubble chamber) یک وسیله پر شده از مایع شفاف ابرداغ (معمولاً هیدروژن مایع) است که برای آشکارسازی حرکت ذرات دارای بار الکتریکی درونش است. این وسیله در سال ۱۹۵۲ توسط دونالد آرتور گلایزر اختراع شدو به همین خاطر در سال ۱۹۶۰ برنده جایزه نوبل فیزیک شد. گفته می‌شود شباهت این موضوع با حباب‌های درون آبجو الهام‌بخش اختراع این وسیله بوده‌است اما در سال ۲۰۰۶ وی اعلام کرد که اگرچه آبجو الهام بخش این اختراع نبود وی پیش‌نمونه‌ها را با آبجو پر می‌کرد
اتاقک ابری از همان ایده اتاقک حباب استفاده می‌کند اما به جای مایع فوق‌داغ از بخار فوق اشباع استفاده می‌کند. اتاقک‌های حباب قبلاً به گستردگی مورد استفاده قرار می‌گرفتند اما اکنون توسط اتاقک سیم و اتاقک جرقه جایگزین شده‌اند. 

## کارکرد
محفظه حباب شبیه به یک محفظه ابری است ، هم از نظر کاربرد و هم از نظر شکل کلی که به طور معمول با پر کردن یک استوانه بزرگ با مایع گرم شده تا زیر نقطه جوش آن ساخته می شود. با ورود ذرات به محفظه ، یک پیستون به طور ناگهانی فشار خود را کاهش می دهد و مایع وارد یک مرحله گرم شده می شود. ذرات شارژ شده یک مسیر یونیزاسیون را ایجاد می کنند ، که در اطراف آن مایع تبخیر می شود و حباب های میکروسکوپی را تشکیل می دهند. چگالی حباب در اطراف یک قطعه با هدر رفتن انرژی یک ذره متناسب است.
حباب در اندازه گسترش اتاق رشد می کنند، تا زمانی که به اندازه کافی بزرگ شده و دیده می شود . چندین دوربین در اطراف آن نصب شده است که امکان گرفتن تصویر سه بعدی از آن را دارد.

## ایراد ها
کل محفظه موضوع به یک میدان مغناطیسی ثابت، باعث آن ذرات به سفر متهم در مسیرهای مارپیچ که شعاع است نسبت خود بار به جرم و سرعت آنها تعیین می شود. از آنجایی که میزان بارگذاری تمام بارهای شناخته شده ، ذرات زیر اتمی طولانی مدت برابر با یک الکترون است ، شعاع انحنای آنها باید متناسب با حرکت آنها باشد. بنابراین ، با اندازه گیری شعاع انحنای آنها می توان حرکت آنها را تعیین کرد.
اگرچه اتاق های حباب در گذشته بسیار موفق بودند ، اما به دلایل مختلف در آزمایش های بسیار پر انرژی مدرن ، از کاربرد محدودی برخوردار هستند:
نیاز به یک خوانش عکاسی به جای داده های الکترونیکی سه بعدی باعث می شود آن راحت نباشد ، خصوصاً در آزمایش هایی که که باید بارها تکرار و تجزیه و تحلیل شود.مرحله گرم شده باید در لحظه دقیق برخورد آماده باشد  که از این رو تشخیص ذرات کوتاه مدت را پیچیده می کند.
ذرات پر انرژی نیز ممکن است شعاع مسیر خیلی بزرگ داشته باشند و نمی توانند در یک محفظه نسبتاً کوچک اندازه گیری شوند و از این طریق مانع از تخمین دقیق حرکت می شوند.با توجه به این مسائل ، محفظه های حباب تا حد زیادی جای خود را به محفظه های سیمی داده اند که امکان اندازه گیری انرژی ذرات در همان زمان را دارند.
اکتشاف ها قابل توجه توسط محفظه حباب ، کشف جریانهای خنثی ضعیف در Gargamelle در سال 1973 ، [4] که صدا و سیمای نظریه electroweak را ایجاد کرده و منجر به کشف بوزون های W و Z در سال 1983 شد (در آزمایش های UA1 و UA2) اخیراً ، از محفظه های حبابی در تحقیقات مربوط به ضعف متقابل ذرات عظیم (WIMP) ، در SIMPLE ، COUPP ، PICASSO و اخیراً در PICO استفاده شده است.